# Шрі Ранга I Аравіду
Шрі Ранга I  (*д/н —1586) — магараджахіраджа (цар царів) Віджаянагарської імперії у 1572–1586 роках.

## Життєпис
Походив з династії Аравіду. Старший син володаря Тірумалараї. У 1570 році отримує титул ядавармана (на кшталт віце-короля) зі столицею у м. Пенуконда (сучасний штат Андхра-Прадеш). Після зречення батька у 1572 році отримує владу в імперії.
Намагався відродити велич та могуть імперії. Робив декілька спроб відновити місто Віджаянагар. Водночас стикався з численними повстаннями наяків (намісників) та тиском з боку султанів Біджапуру та Голконди. У 1576 році віджаянагарцям вдалося завдати поразки при Пенуконді військам Алі Аділ-шаха, біджапурського султана.
Проте вже у 1579 році армія Біджапуру суттєво спустошила східні райони імперії. У відповідб Шрі Ранга I перейшов у наступ, захопивши військового очільника біджапуру у полон, а потім завдавши поразки Голконді у 1580 році. В подальшому завдав поразки голкондцям при Удаягірі та Вінуконді.
Разом з тим йому не вдалося повністю приборкати наяків Мадураю та Гінгі. В розпал цих подій магараджахіраджа помирає у 1586 році, залишивши трон братові Венкатапаті.